# Sân bay Rajahmundry

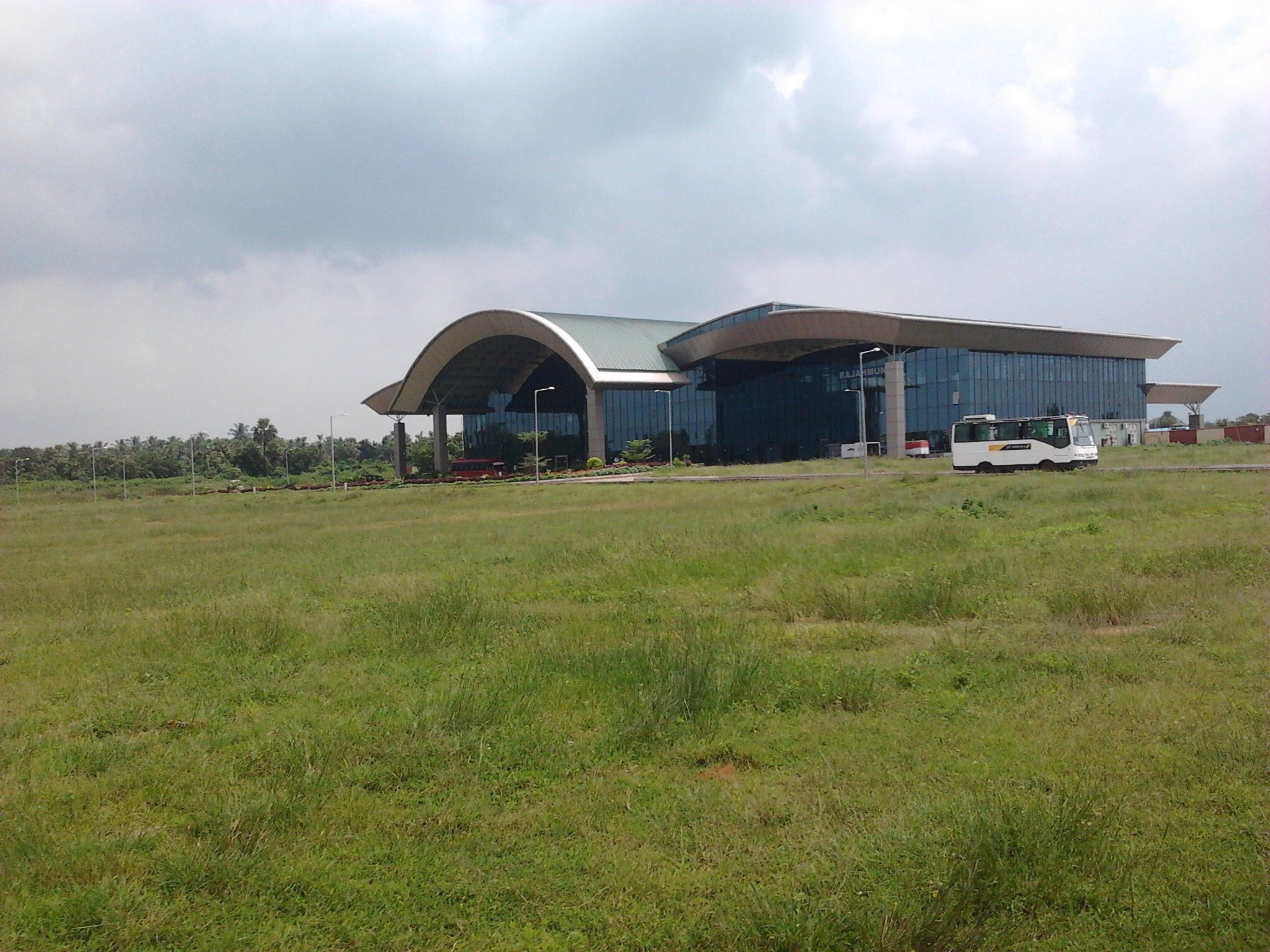
Sân bay Rajahmundry

Sân bay Rajahmundry (IATA: RJA, ICAO: VORY) là một sân bay ở Rajahmundry, bang Andhra Pradesh, Ấn Độ.

## Các hãng hàng không và các tuyến điểm
- Simplify Deccan (Hyderabad, Chennai)
- Jet Airways (Hyderabad)